# Olusegun Obasanjo
Pour les articles homonymes, voir Obasanjo.
Olusegun Obasanjo (en yoruba : Ọlúṣẹ́gun Ọbásanjọ́, né le 5 mars 1937) est un militaire et homme d'État nigérian. Il devient une première fois chef de l'État de 1976 à 1979 au sein du gouvernement militaire fédéral puis, revenu à la vie civile, il est élu président de la République pour deux mandats successifs, de 1999 à 2007.

## Biographie
Il est né le 5 mars 1937 dans une famille yoruba chrétienne dans la ville d'Abeokuta, dans l'État d'Ogun. Il a fait son cycle secondaire à la Baptist Boys' High School (en) d'Abeokuta,.

### Carrière militaire
Engagé volontaire dans l'armée nigériane en 1958, il est envoyé à l'école d'officiers d'Aldershot, au Royaume-Uni. Sa formation inclut également des séjours en Inde et au Ghana. En 1960-1961, il est envoyé en République du Congo-Léopoldville parmi les troupes d'interpositions des Nations unies. Rentré au pays, il est à la tête de la 3e division de Commandos de Marine qui accepte la reddition du Biafra sécessionniste en janvier 1970.

### Première accession au pouvoir

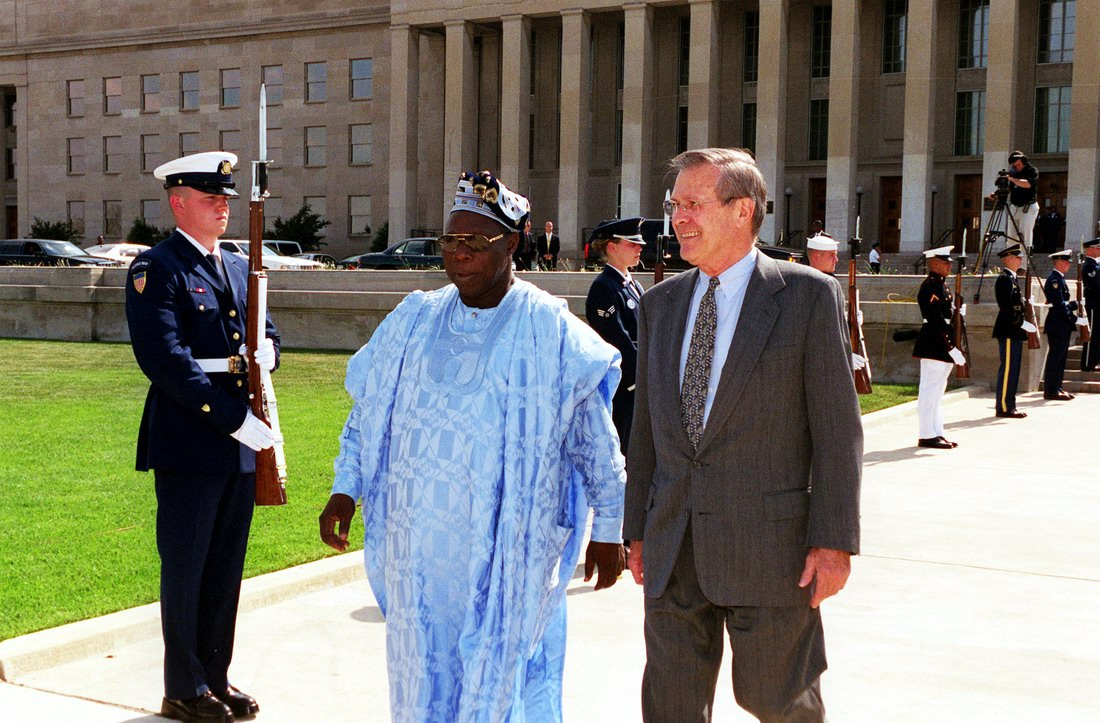
Olusegun Obasanjo et le secrétaire à la Défense des États-Unis Donald Rumsfeld, le 10 mai 2001 au Pentagone.

Le 29 juillet 1975, il est au côté de Murtala Mohammed quand celui-ci s'empare du pouvoir à la faveur d'un coup d'État. Lorsque ce dernier est tué le 13 février 1976 lors d'une tentative de renversement manquée, Obasanjo, alors chef des armées, le remplace. Il organise dès lors la transition démocratique du pays, rédige une nouvelle constitution et devient le premier dirigeant du pays à abandonner volontairement (ou vivant) le pouvoir en transmettant les rênes du pays à Shehu Shagari, premier président civil élu.
Il se retire des affaires publiques, et, lorsque les militaires reprennent le pouvoir en 1983, il n'est ni impliqué ni ne donne son approbation au renversement du pouvoir civil. Il reste tout au long des années qui suivent critique des nombreuses violations des droits de l’Homme et du népotisme généralisé des gouvernements militaires successifs.

### Carrière politique

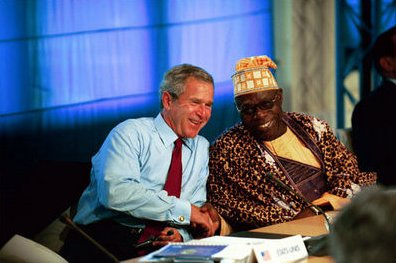
Olusegun Obasanjo et le président américain George W. Bush, le 2003.

Candidat au poste de secrétaire général des Nations unies en 1991, il échoue face à Boutros Boutros-Ghali.
Sous le gouvernement du général Sani Abacha, il est condamné en 1995 à la prison à vie pour complot. La peine est commuée à 15 ans sous la pression internationale, puis purement et simplement annulée à la mort d'Abacha en juin 1998. Lors de son séjour en prison, il affirme avoir fait une nouvelle naissance, être devenu chrétien baptiste et devient membre d’une église baptiste lors de sa libération ,,. Il retourne dans l'arène politique sous la bannière du Parti démocratique populaire (People's Democratic Party - PDP) et est triomphalement élu en 1999 avec 62,6 % des voix face à un autre chrétien yoruba, Olu Falae. Paradoxalement, son plus mauvais score fut dans sa région d’origine, les électeurs locaux lui reprochant d’avoir remis le pouvoir aux haoussas musulmans en 1979 et de leur être depuis lors inféodés. Son statut de Born-again christian est cependant considéré comme un atout politique dans les autres régions du Sud chrétien.
Il mène une politique économique favorable aux investisseurs étrangers, ce qui conduit à une multiplication des banques privées, à une vague de privatisations et à des licenciements massifs d’employés du secteur public. Son élection, en 1999, avait été précédée d’un voyage de campagne aux États-Unis mené à bord d’un avion fourni par la compagnie pétrolière Chevron.
Les élections de 2003 reflètent une polarisation croissante de la société nigériane le long des lignes de fracture religieuses. S'il engrange à nouveau près de 61,8 % des voix face à l'ex-chef d'État haoussa musulman Muhammadu Buhari et après une campagne tumultueuse, ce n'est que parce que le sévère recul dans les États du Nord est compensé par un fort soutien cette fois de son Sud-Ouest natal. Des accusations de fraudes seront par ailleurs lancées des deux côtés, mais les observateurs ne les jugent pas suffisamment systématiques pour avoir eu une réelle influence sur le résultat final du scrutin (Obasanjo l'emportant avec près de 11 millions de voix d'avance).
La constitution nigériane interdit au président de se représenter pour un troisième mandat. Une modification constitutionnelle avait été présentée sans qu'Obasanjo ne donne des informations claires sur sa volonté ou non d'effectuer un troisième mandat ainsi que sur son soutien à cette modification. Les anciens chefs d'État issus de l'armée Muhammadu Buhari et Ibrahim Babangida ainsi que le vice-président Atiku Abubakar se déclarent opposés à cette modification. La proposition a rencontré un front uni de l'opposition au parlement ainsi que le soutien de députés et sénateurs du People's Democratic Party d'Obasanjo. Elle n'a pas reçu l'aval des deux tiers du Sénat nigérian lors d'un vote le 16 mai 2006. En conséquence, Obasanjo ne peut donc se représenter en 2007. Des accusations d'achats de voix ont été lancées et des enquêtes diligentées. À l'issue du vote du Sénat, le président Obasanjo s'est exprimé au comité exécutif national du People's Democratic Party réuni en urgence et a déclaré ce vote « une victoire de la démocratie ».
En mai 2007, son dauphin Umaru Yar'Adua est élu président de la République à la faveur de nombreuses fraudes.
En novembre 2008, Obasanjo est nommé envoyé spécial de l'ONU chargé de la crise congolaise entre les troupes gouvernementales de Joseph Kabila et la milice du CNDP de Laurent Nkunda.
Il est depuis 2008 membre de l'Africa Progress Panel, une fondation basée à Genève et présidée par Kofi Annan.
En août 2021, l'Union africaine nomme Olusegun Obasanjo au poste de Haut représentant pour la Corne de l'Afrique, alors que cette région est en proie à deux conflits majeurs, d'une part une guerre civile au Tigré (Éthiopie) et d'autre part la guerrila menée par les milices islamistes en Somalie.
Le 8 février 2025, Olusegun Obasanjo est nommé « facilitateur pour la paix en république démocratique du Congo » pendant le sommet extraordinaire des chefs d'État de la Communauté d'Afrique de l'Est (EAC) et de la Communauté de développement d'Afrique australe (SADC).

## Vie privée
Sa femme Stella est morte le 24 octobre 2005 des suites d’une intervention chirurgicale en Espagne.